# Посёлок фабрики имени 1-го Мая
Посёлок фабрики имени 1-го Мая — посёлок в Новомосковском административном округе Москвы (до 1 июля 2012 года в составе Подольского района Московской области). Входит в состав поселения Рязановское.

## Население
| 2002 | 2006  | 2010  |
| ---- | ----- | ----- |
| 3069 | ↘2795 | ↗3103 |

Согласно Всероссийской переписи, в 2002 году в посёлке проживало 3069 человек (1342 мужчины и 1727 женщин); преобладающая национальность — русские (91 %).

## География
Посёлок фабрики имени 1-го Мая расположен на правом берегу Десны примерно в 7 км к северо-западу от центра города Подольска. Ближайшие сельские населённые пункты — деревни Рязаново, Мостовское и Тарасово.
Рядом с посёлком расположена камвольно-прядильная фабрика (ныне не существует), давшая населённому пункту название. В посёлке есть памятник жителям, погибшим в Великой Отечественной войне. В посёлок ходит автобус от станции Щербинка Курского направления МЖД.

## История
В 1994—2006 годах посёлок фабрики имени 1-го Мая был центром Рязановского сельского округа.

## Транспорт
Посёлок связан транспортом с ж/д ст. Щербинка, ж/д ст. Подольск и станциями метро Бульвар Дмитрия Донского, Аннино , Улица Академика Янгеля.
Действующие маршруты:
- № 969 Станция Щербинка - Посёлок Ерино
- № 969к Станция Щербинка - Деревня Мостовское
- № 902 2-й мкр Южного Бутово - Метро «Бульвар Адмирала Ушакова» — Метро «Ул. Горчакова» — п. Фабрика 1 мая
- № с986 Чертаново Южное — Метро «Улица Академика Янгеля» — Метро «Аннино» — МЦД Щербинка — п. Знамя Октября — п. Фабрика 1 мая ( сейчас не работает )
- № 898 Ст. Щербинка - Остафьево - Фабрика 1-го Мая - посёлок Остафьево ( сейчас не работает )
- № 1045 Ст. Подольск — п. Знамя Октября — п. Фабрика 1 мая — Остафьево — ст. Щербинка — м/н «Новомосковский»